# Trophée européen FIRA de rugby à XV 1973-1974
Navigation
Coupe européenne des nations FIRA 1972-1973 Trophée européen FIRA 1974-1975
Le Trophée européen FIRA 1973-1974 est une compétition qui réunit les nations de la FIRA–AER qui ne participent pas au Tournoi des Cinq Nations, mais en présence des équipes de France B et du Maroc.
L'Italie et la Tchécoslovaquie sont promues en division A.

## Équipes participantes
| Division A - Espagne - France A - Maroc - Pologne - Roumanie | Division B - Allemagne - Italie - Portugal - Tchécoslovaquie - Yougoslavie |

## Division A

### Classement
| Rang | Pays     | J | V | N | D | Pm | Pe  | Diff | Pts |
| ---- | -------- | - | - | - | - | -- | --- | ---- | --- |
| 1    | France A | 4 | 4 | 0 | 0 | 82 | 16  | +66  | 12  |
| 2    | Roumanie | 4 | 3 | 0 | 1 | 68 | 31  | +37  | 10  |
| 3    | Espagne  | 4 | 2 | 0 | 2 | 42 | 35  | +7   | 8   |
| 4    | Pologne  | 4 | 1 | 0 | 3 | 14 | 30  | -16  | 6   |
| 5    | Maroc    | 4 | 0 | 0 | 4 | 12 | 106 | -94  | 4   |

|  | Vainqueur de la compétition (no 1).   |
|  | Relégué en division B (no 4 et no 5). |

### Matchs joués
Le match entre la France B et la Pologne n'est pas disputé car la Pologne déclare forfait. Les Français sont donnés vainqueurs.
| 11 novembre 1973 | France B | 7 - 6 (3 - 0) | Roumanie | Valence d'Agen 11,474 spectateurs Arbitre : P. D'Arcy |
| 11 novembre 1973 |          |               |          | Valence d'Agen 11,474 spectateurs Arbitre : P. D'Arcy |
| 11 novembre 1973 |          |               |          | Valence d'Agen 11,474 spectateurs Arbitre : P. D'Arcy |

| 28 février 1974 | Espagne | 7 – 15 | France B | Madrid |
| 28 février 1974 |         |        |          | Madrid |
| 28 février 1974 |         |        |          | Madrid |

| 10 mars 1974 | France B | 54 – 3 | Maroc | La Rochelle |
| 10 mars 1974 |          |        |       | La Rochelle |
| 10 mars 1974 |          |        |       | La Rochelle |

| 31 mars 1974 | Espagne | 22 – 0 | Maroc | Madrid |
| 31 mars 1974 |         |        |       | Madrid |
| 31 mars 1974 |         |        |       | Madrid |

| 3 mars 1974 | Maroc | 9 – 22 (6 - 4) | Roumanie | Casablanca Arbitre : J. Saintguilhem |
| 3 mars 1974 |       |                |          | Casablanca Arbitre : J. Saintguilhem |
| 3 mars 1974 |       |                |          | Casablanca Arbitre : J. Saintguilhem |

| 14 avril 1974 | Roumanie | 20 – 6 (10 - 6) | Pologne | Bucarest 5,000 spectateurs Arbitre : F. Sacristan |
| 14 avril 1974 |          |                 |         | Bucarest 5,000 spectateurs Arbitre : F. Sacristan |
| 14 avril 1974 |          |                 |         | Bucarest 5,000 spectateurs Arbitre : F. Sacristan |

| 28 avril 1974 | Maroc | 0 – 8 | Pologne | Casablanca |
| 28 avril 1974 |       |       |         | Casablanca |
| 28 avril 1974 |       |       |         | Casablanca |

| 12 mai 1974 | Pologne | 0 – 4 | Espagne | Poznań |
| 12 mai 1974 |         |       |         | Poznań |
| 12 mai 1974 |         |       |         | Poznań |

| 19 mai 1974 | Roumanie | 20 – 9 (7 - 3) | Espagne | Timișoara 4,000 spectateurs Arbitre : G. Chardon |
| 19 mai 1974 |          |                |         | Timișoara 4,000 spectateurs Arbitre : G. Chardon |
| 19 mai 1974 |          |                |         | Timișoara 4,000 spectateurs Arbitre : G. Chardon |

## Division B

### Classement
| Rang | Pays            | J | V | N | D | Pm | Pe | Diff | Pts |
| ---- | --------------- | - | - | - | - | -- | -- | ---- | --- |
| 1    | Italie          | 4 | 3 | 1 | 0 | 55 | 23 | +32  | 11  |
| 2    | Tchécoslovaquie | 3 | 1 | 2 | 0 | 47 | 12 | +35  | 7   |
| 3    | Allemagne       | 4 | 2 | 1 | 1 | 56 | 40 | +16  | 9   |
| 4    | Portugal        | 2 | 0 | 0 | 2 | 18 | 83 | -65  | 2   |
| 5    | Yougoslavie     | 3 | 0 | 0 | 3 | 19 | 37 | -18  | 3   |

|  | Promu en division A de la compétition (no 1 et no 2). |

### Matchs joués
Le Portugal déclare forfait pour les deux derniers matchs contre la Tchécoslovaquie et la Yougoslavie en raison de la révolution des Œillets.
| 21 octobre 1973 | Tchécoslovaquie | 32 - 3 | Yougoslavie | Prague |
| 21 octobre 1973 |                 |        |             | Prague |
| 21 octobre 1973 |                 |        |             | Prague |

| 4 novembre 1973 | Italie | 3 – 3 | Tchécoslovaquie | Rovigo Arbitre : Genet |
| 4 novembre 1973 |        |       |                 | Rovigo Arbitre : Genet |
| 4 novembre 1973 |        |       |                 | Rovigo Arbitre : Genet |

| 11 novembre 1973 | Yougoslavie | 7 – 25 | Italie | Zagreb Arbitre : St-Wilhem |
| 11 novembre 1973 |             |        |        | Zagreb Arbitre : St-Wilhem |
| 11 novembre 1973 |             |        |        | Zagreb Arbitre : St-Wilhem |

| 10 février 1974 | Portugal | 3 – 11 | Italie | Lisbonne Arbitre : Chardon |
| 10 février 1974 |          |        |        | Lisbonne Arbitre : Chardon |
| 10 février 1974 |          |        |        | Lisbonne Arbitre : Chardon |

| 7 avril 1974 | Allemagne | 20 – 10 | Portugal | Hanovre |
| 7 avril 1974 |           |         |          | Hanovre |
| 7 avril 1974 |           |         |          | Hanovre |

| 1er mai 1974 | Yougoslavie | 8 – 20 | Allemagne | Makarska |
| 1er mai 1974 |             |        |           | Makarska |
| 1er mai 1974 |             |        |           | Makarska |

| 5 mai 1974 | Italie | 16 – 10 | Allemagne | Rho |
| 5 mai 1974 |        |         |           | Rho |
| 5 mai 1974 |        |         |           | Rho |

| 26 mai 1974 | Allemagne | 6 – 6 | Tchécoslovaquie | Hanovre |
| 26 mai 1974 |           |       |                 | Hanovre |
| 26 mai 1974 |           |       |                 | Hanovre |